# Koninklijke Cadettenschool

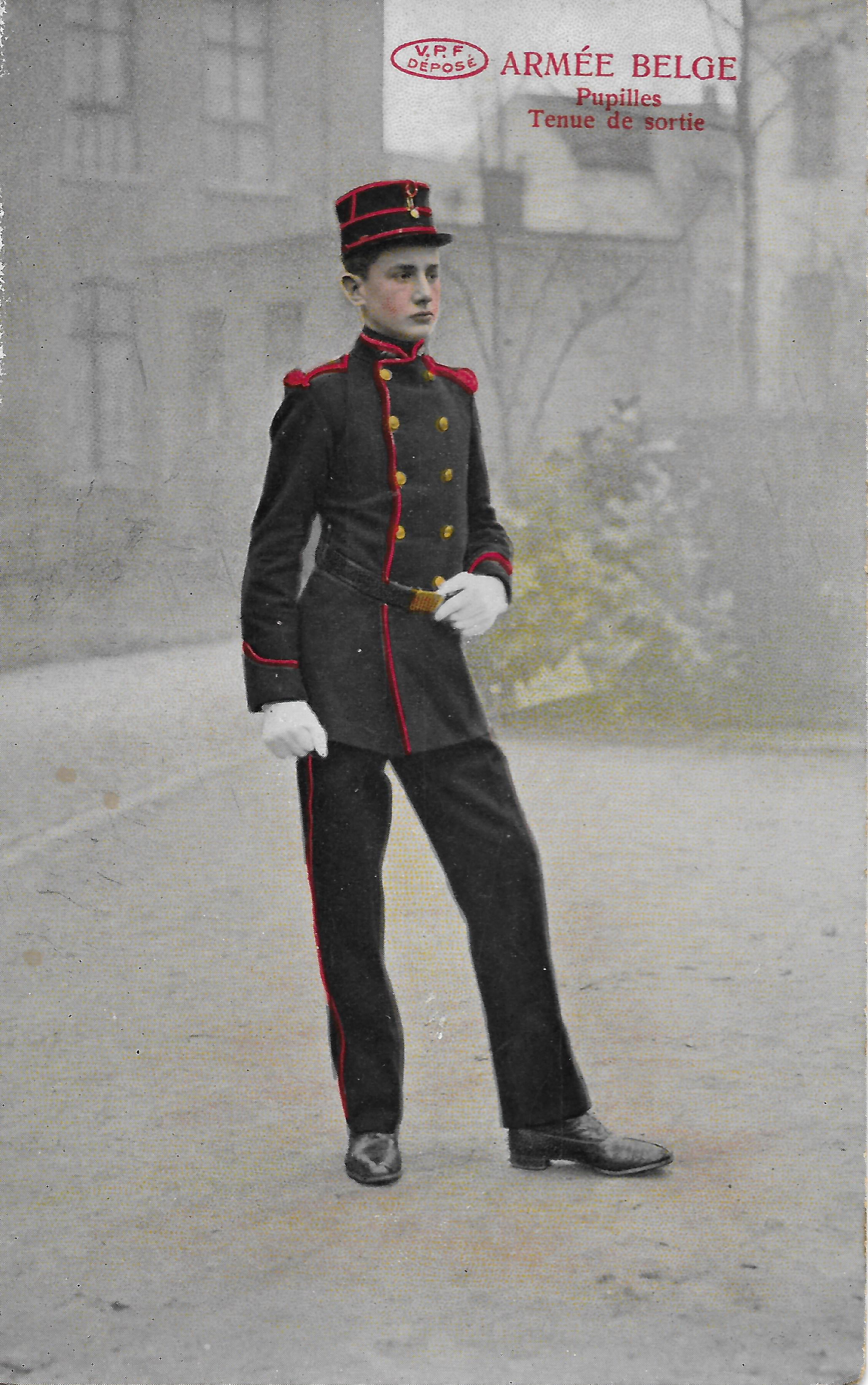
Pupil voor de Eerste Wereldoorlog in uitgangstenue

Pupillen Van 1892 in uniform, een luitenant en twee onderofficieren

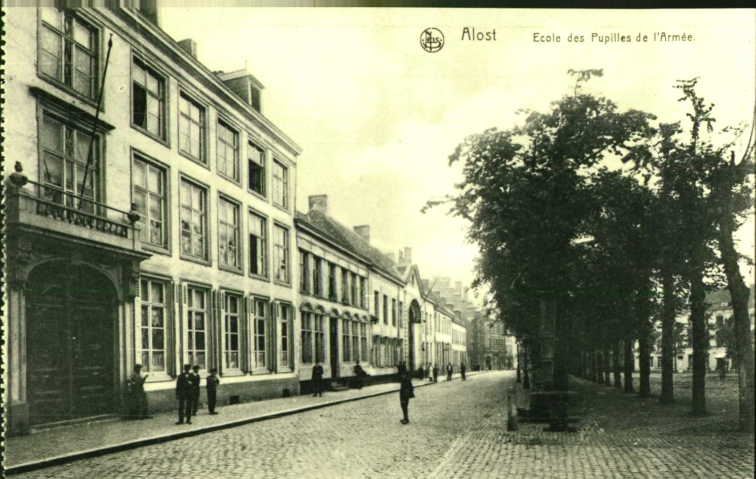
De pupillenschool in Aalst

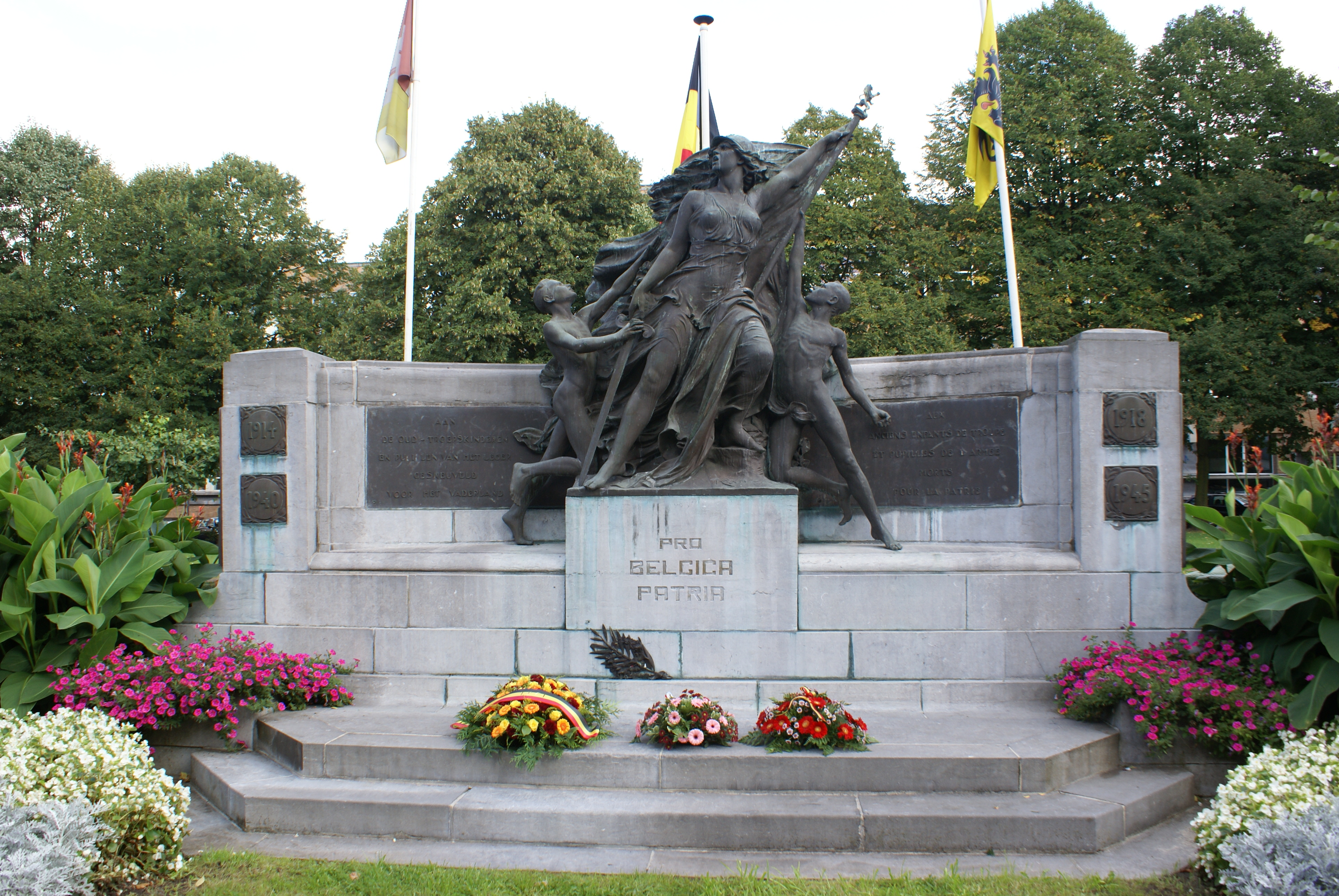
Oorlogsmonument voor de Oud-leerlingen, Troepenkinderen en Pupillen in Aalst

De Belgische Koninklijke Cadettenschool (KCS) (École Royale des Cadets) was een opleidingsinstituut van het Belgische leger. Tot 1991 verschafte de school in een militaire sfeer een algemene en academische vorming op het niveau van secundair onderwijs als voorbereiding op de toegangsproeven voor de Koninklijke Militaire School. Hoewel het leger het onderwijs inrichtte, werden de diploma's door het ministerie van onderwijs erkend.

## Oorsprong

### Frankrijk en Pruisen[1]
In Frankrijk bestonden tijdens het ancien régime cadettenscholen. Het waren scholen die zonen van de aristocratie voorbereidden op hun taken als officier in de legers van de koning. Ook Pruisen had, naar Frans voorbeeld, cadettenscholen opgericht. Die cadettenscholen werden door het Verdrag van Versailles verboden.

### Kinderen onder de wapens[2]
De oorsprong van de Belgische Cadettenschool ligt bij de instellingen die waren opgericht om kinderen van militairen, wezen van gesneuvelden en verlaten en verwaarloosde kinderen op te vangen. In 1687 al werden zonen van militairen vanaf tien jaar en wezen vanaf zeven jaar opgevangen in scholen van het leger, één in Oostende en één in Lier. Ze gaven elk onderdak aan driehonderd jongeren.
Tijdens het Oostenrijks bewind, in 1776, werd een gratis opvang- en onderrichtscentrum opgericht voor weeskinderen en dochters van arme militairen: het Keizerlijk Gesticht van Mesen, sedert 1845 het Koninklijk Gesticht van Mesen.
In Nederland werden gedurende de Franse tijd wezen en gevonden of achtergelaten kinderen ondergebracht in de legers. Het Koninkrijk Nederland zette dat beleid verder: compagnies van “Koninklijke Kwekelingen” werden opgericht voor zeven- tot zeventienjarigen.

### Compagnie van de Troepskinderen
In België hadden regimenten na 1830 de Franse tradities van “regimentskinderen” verdergezet. Met het Koninklijke Besluit Nr 2809 van 9 maart 1838 kregen die kinderen officiële erkenning als "Troepskinderen". Dat leidde niet tot een verbetering van hun levensomstandigheden. Onder impuls van Koning Leopold I werden ze samengebracht in de "Compagnie van de Troepskinderen" in de Sionkazerne te Lier, onder bevel van een kapitein. De Compagnie bood plaats aan zevenhonderd jongens tussen tien en zestien jaar. Ze zou hen voorbereiden op de rekruteringswedstrijd voor de lagere rangen van het leger.
In 1856 werd de "Compagnie van de Troepskinderen" de “School der Troepskinderen”. In 1859 werd de “School der Troepskinderen” ondergebracht in de omgebouwde oude gevangenis van Aalst. Met het oog op rekrutering van officieren en geschikte onderofficieren werd in de “School der Troepskinderen” na 1870 middelbaar onderwijs gegeven.

### Pupillenschool[5]
In 1883 werd de “School der Troepskinderen” de “Pupillenschool van het Leger”. Ze bestond uit een afdeling lager onderwijs voor tien- tot dertienjarigen te Aalst en een voor middelbaar onderwijs voor dertien- tot zestienjarigen in Namen. De scholen waren toegankelijk voor zonen van militairen, ambtenaren of rechthebbenden van het Leger. De pupillen ondertekenden op de leeftijd van veertien jaar een dienstverbintenis voor een regiment naar keuze. In 1894 werd de minimumleeftijd om ingelijfd te worden bij Koninklijke besluit Nr 11133 op zestien jaar gebracht.
Na de algemene mobilisatie op 31 juli 1914 moesten de oudere pupillen zich aanmelden bij hun regiment. De pupillen die nog geen dienstverbintenis hadden ondertekend werden naar huis gestuurd.
In 1919 werd de Pupillenschool heropend om ook oorlogswezen van tien jaar en ouder op te vangen. Het internaat was gratis. De pupillenschool verschafte voor de Nederlandstaligen lager onderwijs in Saffraanberg en middelbaar onderwijs In Aalst. Voor de Franstaligen was dat respectievelijk Bouillon en Marneffe.
Begin van de jaren dertig liep de toevloed van oorlogswezen op zijn einde en de wet op de leerplicht en ruim beschikbaar middelbaar onderwijs hadden gezorgd voor voldoende goed opgeleide jongeren om in de behoeften van de krijgsmacht te voorzien. De lagere afdelingen van de pupillenschool werden na  het schooljaar 1932-1933 afgeschaft en de rekrutering van pupillen voor het middelbaar onderwijs stopgezet. In 1935 waren de pupillenscholen gesloten. 

## Van oprichting tot sluiting

### Van 1897 tot 1914[9]
De Cadettenschool werd in 1897 opgericht in de schoot van de Pupillenschool in Namen om zonen van officieren voor te bereiden op het toelatingsexamen tot de Militaire School. Veertig Nederlandstaligen en veertig Franstaligen, minstens elf jaar oud en jonger dan zeventien jaar konden toegang krijgen tot de Cadettenschool, na een medisch onderzoek en mits te slagen in een toelatingswedstrijd en batig gerangschikt te zijn.

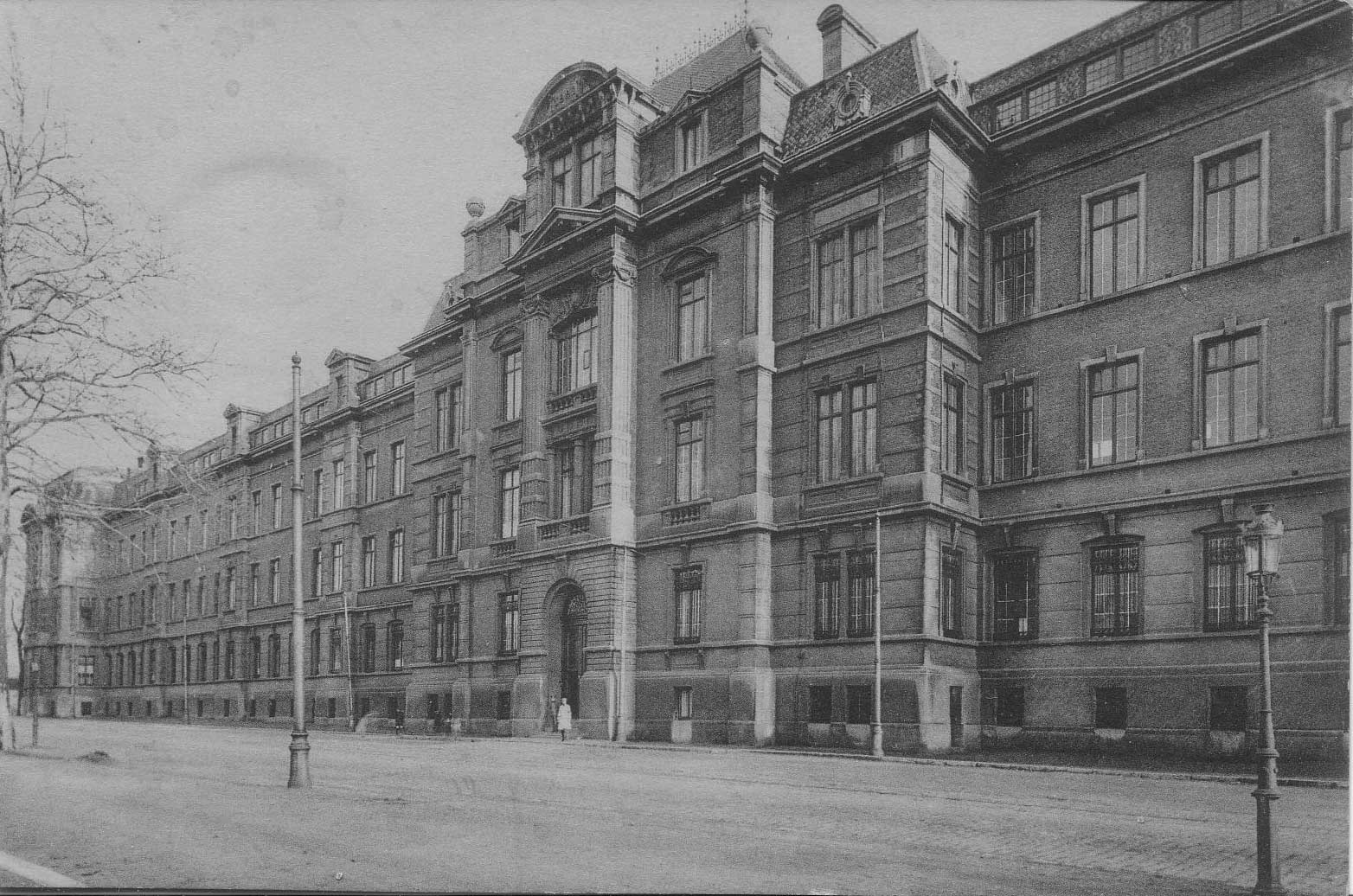
De Cadettenschool te Namen

### Tijdens de Eerste Wereldoorlog
Bij de algemene mobilisatie van het leger op 31 juli 1914 waren de cadetten jonger dan zestien jaar thuis met vakantie. In de school in Namen verbleven nog zesenvijftig cadetten die een dienstverbintenis hadden aangegaan. Vijfentwintig cadetten werden bevorderd tot sergeant. Ze werden in de vrijwilligersbrigade, en later in de opleidingscentra ingezet als instructeur. Een aantal niet bevorderde cadetten kon zich bij het veldleger voegen. Andere achtergebleven cadetten konden met de hulp van de aalmoezenier de school verlaten, in burgerkledij en met een vrijgeleide van de Duitse bezetter.

### Van 1919 tot 1940[12]
Na de Eerste Wereldoorlog werd in Namen een Nederlandstalige en een Franstalige Cadettenschool voor hoger middelbaar onderwijs geopend. Zeshonderd leerlingen mochten aangeworven worden, tweehonderd in elk van de drie schooljaren. De daaropvolgende jaren werd dat teruggebracht naar honderd leerlingen per taalstelsel voor de “derdes” (het eerste van de drie schooljaren).
Zonen van militairen en gelijkgestelden van alle rangen en zonen van de broer van een militair, van burgerslachtoffers van de oorlog, van ambtenaren of bedienden van openbare diensten of van een familie met minstens zes kinderen hadden toegang tot de Cadettenschool mits te slagen in de toelatingswedstrijd en batig gerangschikt te zijn. Indien nodig werden ze gerangschikt rekening houdend met een voorrangsorde op basis van het oorlogsverleden van de vader.
Volgens de taalwet op het lager en middelbaar onderwijs van 1932 moest onderwijs gegeven worden in de streektaal. De Nederlandstalige afdeling van de Cadettenschool kon niet in Namen blijven en verhuisde in 1933 naar Saffraanberg.
In 1934 werd in de Cadettenschool in Saffraanberg en in Namen weer drie jaar lager middelbaar onderwijs gegeven. Militairen die dienst deden in een andere dan hun eigen taalregio konden er hun zonen in hun eigen taal les laten volgen als “cadetten in overtal”, tegen betaling.

### Tijdens de Tweede Wereldoorlog
Op 10 mei 1940, de dag van Duitse inval in België, werden de Cadettenscholen van Namen en Saffraanberg gesloten. De cadetten die nog geen dienstverbintenis hadden gesloten en de leerlingen in overtal keerden naar huis. De cadetten die een dienstverbintenis hadden gesloten konden pas na omzwervingen en de capitulatie van het Belgische leger terug naar huis. 

### Voorlopige installatie in Seilles (1947)
Op 1 januari 1947 werd de Cadettenschool opnieuw opgericht. Omdat het schoolgebouw te Namen gedeeltelijk beschadigd was door de Amerikaanse bombardementen van 18 augustus 1944 en bezet was door o.a. de genieschool, werd ze gehuisvest in Seilles. Het onderwijs werd beperkt tot de drie hogere jaren van het secundair onderwijs.
Zoals in het verleden, stond de Cadettenschool open voor zonen van militairen in actieve dienst en oorlogswezen, zonen van oud-strijders, politieke gevangenen, weerstanders, ambtenaren en zonen van kroostrijke gezinnen mits te slagen in een toelatingswedstrijd en batig gerangschikt te zijn. Alle kandidaten waren onderworpen aan dezelfde toelatingsproef. Het aantal leerlingen was beperkt tot honderd vijfendertig Nederlandstaligen en honderd en vijf Franstaligen. Naargelang de categorie van rechthebbenden waartoe hij behoorde werden aan de kandidaat cadetten bonificatiepunten toegekend.

### Verhuis naar Laken (1948)

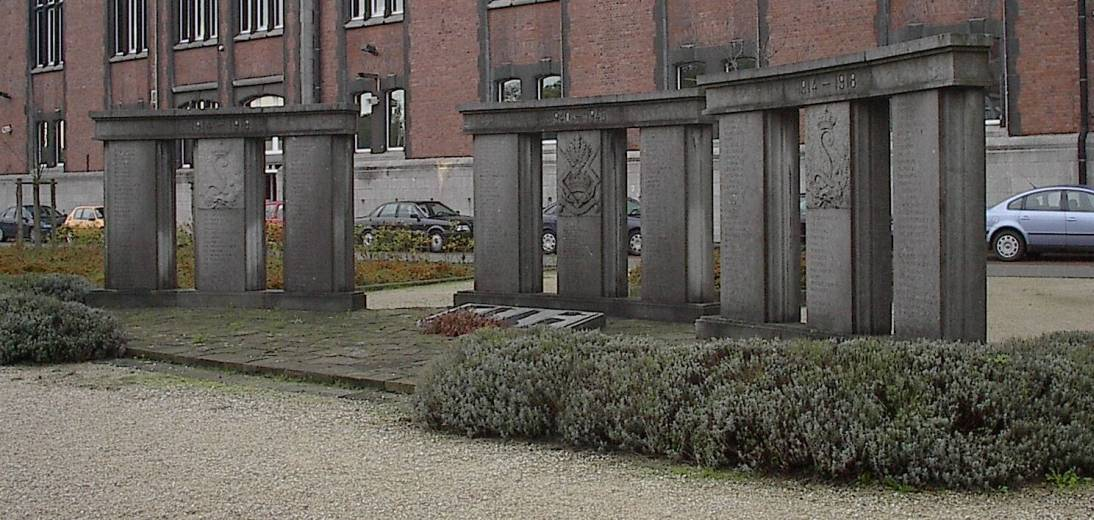
Oorlogsmonument voor de gesneuvelde oud-cadetten, pupillen en troepskinderen van beide wereldoorlogen in de Sint – Annakazerne Laken

De krijgsmacht hield eraan dat de diploma’s van de Cadettenschool gehomologeerd werden, d.w.z. dat het onderwijs erkend werd als volledig in overeenstemming met de wetgeving op onderwijs. 
De homologatie van de diploma’s van de Nederlandstaligen in Seilles had kunnen in het gedrang komen. De taalwet van 14 juli 1932 bepaalt immers dat onderwijs moet gegeven worden in de streektaal. Om het probleem op te lossen verhuisde de Cadettenschool naar Laken, in de tweetalige regio Brussel. Daar gold gold het principe “de moedertaal is onderwijstaal”. In 1948 opende de Cadettenschool met een Nederlandstalige en een Franstalige afdeling de deuren in het Sint-Annakwartier in Laken. 

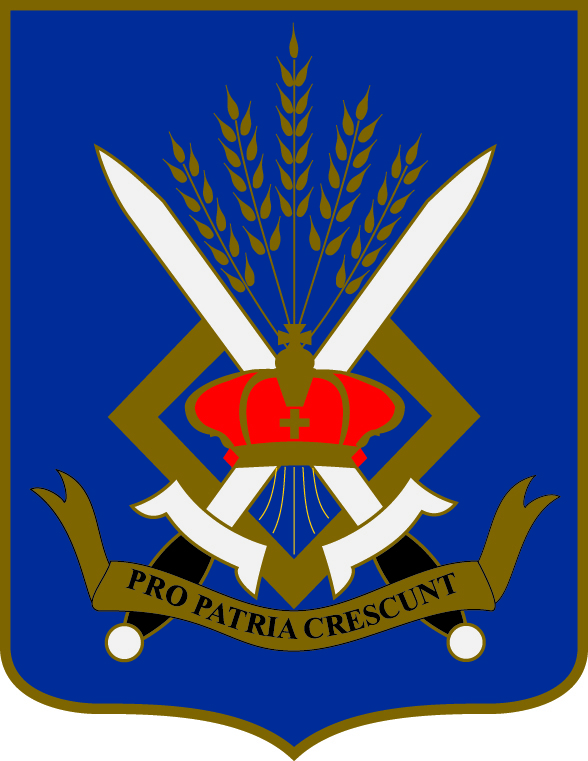
Wapenschild van de Koninklijke Cadettenschool

Koningin Elisabeth en cadetten

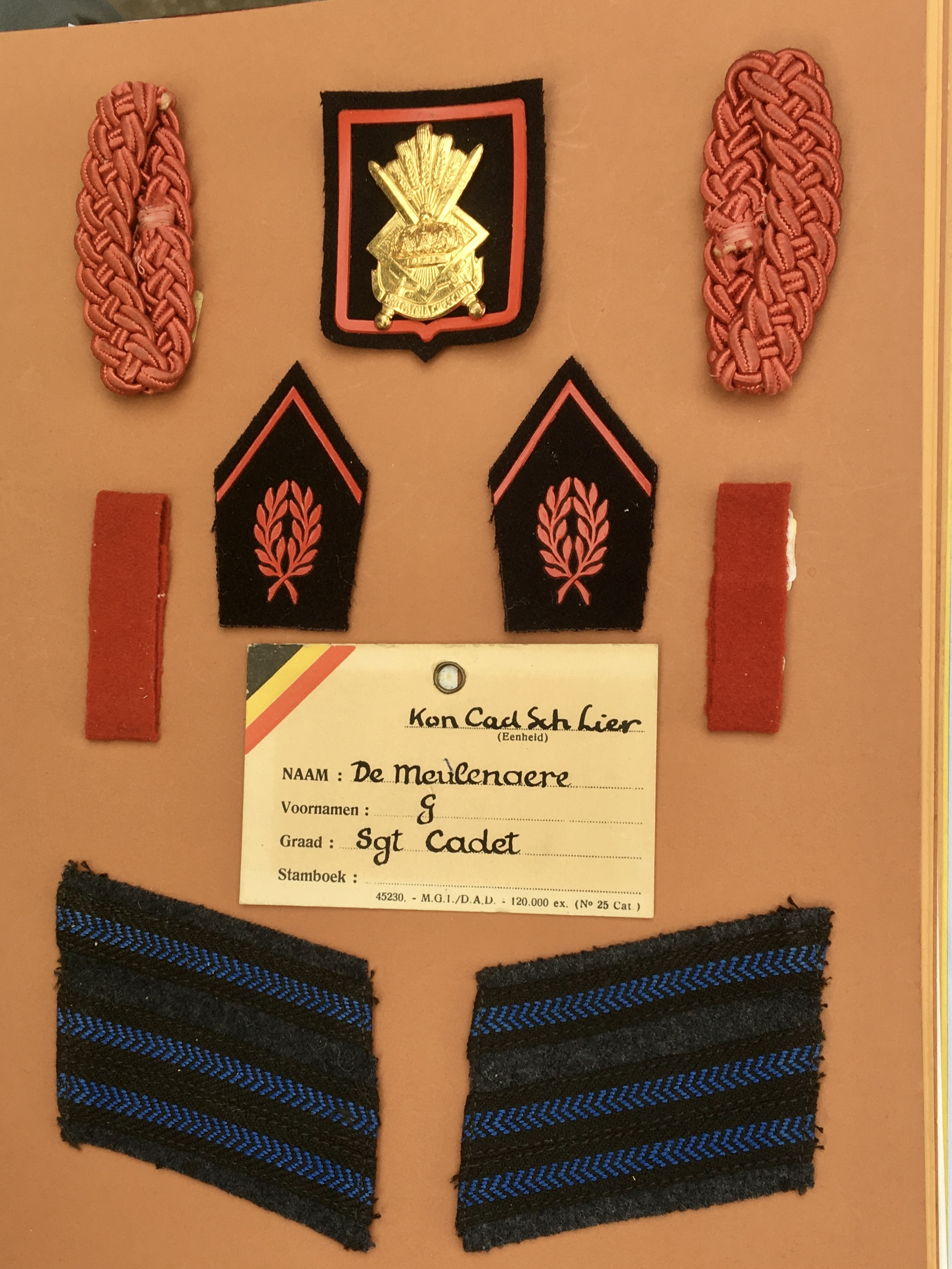
Uniform insignes van het 3de leerjaar

### Nederlandstalige Onderafdeling Lier (1955)
De jaren na de Tweede Wereldoorlog was er een tekort aan Nederlandstalige officieren. Daarenboven was de verhouding tussen het aantal Nederlandstalige en Franstalige cadetten 40/60, het omgekeerde van de gewenste verhouding 60 Nederlandstaligen / 40  Franstaligen.
Om daaraan te verhelpen werd besloten de toegang tot de Cadettenschool te verruimen. Bij Koninklijk Besluit van 13 maart 1955 zou in het Vlaamse landsgedeelte en in het Waalse landsgedeelte een lokale onderafdeling opgericht worden die voor alle jongeren toegankelijk zou zijn. Voor de Vlamingen zouden jaarlijks vijfenvijftig plaatsen opengesteld worden, voor de Franstaligen dertig plaatsen.
In september 1955 gingen in Lier de deuren van de Dungelhoeffkazerne open voor eenennegentig Nederlandstalige cadetten: tweeënvijftig in de "derdes", zevenentwintig in de "tweedes" en twaalf in de retorica (4de, 5de en 6de schooljaar). Daarmee was het aantal aangeworven Nederlandstaligen voor het 4de schooljaar gestegen van een vijftigtal naar een honderdtal cadetten. Het jaarlijks gemiddelde aantal aangeworven Nederlandstalige cadetten bleef op dat niveau tot het einde van de jaren zestig. Nadien daalde het tot tachtig à negentig.
De Onderafdeling Lier van de Cadettenschool onderscheidde zich van de Nederlandstalige afdeling in Laken op basis van haar specifiek kenmerk: de leerlingen behoorden niet tot een bepaalde categorie rechthebbenden. Ze kon zich in zekere mate onafhankelijk opstellen door de aparte vestiging en apart commando en staf.

### Franstalige Onderafdeling (1959)
De Franstalige Onderafdeling werd vier jaar later opgericht bij Koninklijk besluit Nr 7049 van 28 maart 1959 en geïntegreerd in de bestaande school in Laken. Het schooljaar 1959 startte met tien leerlingen die niet behoorden tot een bijzondere categorie rechthebbenden. De verdeelsleutel voor de volgende jaren was zeventig Franstalige cadetten in Laken en honderd en tien Nederlandstalige cadetten, waarvan vijfenvijftig in Laken en vijfenvijftig in Lier.

### Afrikaanse Divisie (1960)
In 1960 werd de Afrikaanse Divisie opgericht voor stagiairs uit Congo en Ruanda-Urundi. Ze zou blijven bestaan tot 1970.

### Toegevoegde Afdelingen (1962)
In 1962 werd de Cadettenschool uitgebreid met een “Nederlandstalige Toegevoegde Afdeling” te Lier en een  “Franstalige Toegevoegde Afdeling” te Laken. Deze toegevoegde afdelingen waren onderdelen van een school van de Landmacht, de “Centrale School" in Sint-Denijs-Westrem die militaire kandidaten voorbereidde op het toelatingsexamen van de Koninklijke Militaire School(KMS). In 1969 kregen de “Toegevoegde Afdelingen” de opdracht ook kandidaten van de Luchtmacht en de Marine op te leiden. Ze werden herdoopt tot “Inter-Machten Afdeling (IMA)- Division Inter-Forces (DIF)”.
In 1978 werd de vorming in de “Inter-Machten Afdeling (IMA)” van drie jaar teruggebracht tot één jaar. Ook burgerkandidaten werden aanvaard na een strenge voorselectie.  De vorming kwam neer op een intensieve cursus wiskunde en wetenschappen, naast de militaire initiatie en extra sport. In feite was ze te vergelijken met het zevende jaar bijzondere wetenschappelijke vorming in het gewone onderwijs.
De Inter-Machten Afdelingen ontvingen vanaf 1980 ook meisjes. Pas in 1987 kregen meisjes ook toegang tot de Cadettenschool en alleen in Laken.

### Sluiting (1991)
De oprichting van de onderafdelingen, de incorporatie van de toegevoegde afdelingen, wetswijzigingen, nieuwe wetten en een veranderende tijdsgeest hadden hervormingen en aanpassingen vereist. Pogingen om de structuur van de ruimtelijk verspreide onderdelen van de Cadettenschool te stroomlijnen waren spaak gelopen op protesten van politieke mandatarissen. De onderwijsinhoud en de inwendige ordevoorschriften waren continu aangepast geworden aan de veranderende wetgeving en evoluerende sociale cultuur. De algemene vorming van de cadetten was verruimd geworden met buitenschoolse activiteiten en het dagelijkse leven van de cadetten was gaandeweg wat comfortabeler geworden.
Desondanks was het aantal cadetten dat slaagde voor de toelatingsproeven tot de KMS gedaald van een zeventigtal in de jaren vijftig en zestig tot een veertigtal op het einde van jaren tachtig en negentig. Het aantal geslaagden van de Inter-Machten Afdelingen daarentegen was gestegen van minder dan twintig tot een zestigtal. Aan de behoeften waarin de Cadettenschool moest voorzien werd blijkbaar beter tegemoetgekomen door de andere instellingen met een vergelijkbare opdracht als de Cadettenschool.
De conclusie lag voor de hand. In een breder kader m.b.t. de herstructurering van de krijgsmacht stelde de minister van Landsverdediging, het project van de afschaffing van de School voor aan de Ministerraad. Dit project werd op 17 maart 1989 aanvaard. De aanwezige cadetten konden de begonnen middelbare cyclus wel beëindigen, maar de rekrutering werd stopgezet. Van 1946 tot 1991 waren meer dan zesduizend jongeren langs de school gepasseerd. Drieduizend zevenhonderd van hen hadden de school verlaten met een diploma. De Koninklijke Cadettenschool sloot definitief haar deuren op 30 juni 1991. Die dag waren duizendvijfhonderd oud-cadetten verzameld op het ereplein van het kwartier Sint-Anna te Laken om deel te nemen aan de afscheidsceremonie van de laatste laatstejaarscadetten.
Met de afschaffing van de Koninklijke Cadettenschool in 1991 bleef de Afdeling Intermachten over als “voorbereider” op de KMS en werd een autonome school, nu rechtstreeks afhangend van het hoofdkwartier van het Leger, onder de benaming Intermachten Voorbereidende School (École Préparatoire Interforces). De Nederlandstaligen bleven in Lier gehuisvest; de Franstaligen in Laken. In 1993 veranderde de school van naam: de Nederlandstalige Voorbereidende Divisie op de Koninklijke Militaire School (VDKMS) in Lier en de Franstalige Division Préparatoire à l'École Royale Militaire (DPERM) in Laken.
In 1998 werd de school in Lier gesloten en verhuisde ze naar Laken, waar aldus de Nederlandstalige Afdeling en de Franstalige Afdeling werden samengevoegd.
In een nieuwe besparingsronde en als gevolg van de druk om er een Europese school in onder te brengen, besliste de Generale Staf, het kwartier Sint-Anna te vervreemden. Het resultaat was dat in 2006 de VDKMS/DPERM verhuisde naar de Saffraanberg te Sint-Truiden als onderdeel van de Koninklijke School voor Onderofficieren.
Waarschijnlijk had ook het feit dat het onderwijs in België in 1989 een bevoegdheid van de gemeenschappen was geworden terwijl het leger "federale" materie bleef, de sluiting bespoedigd.

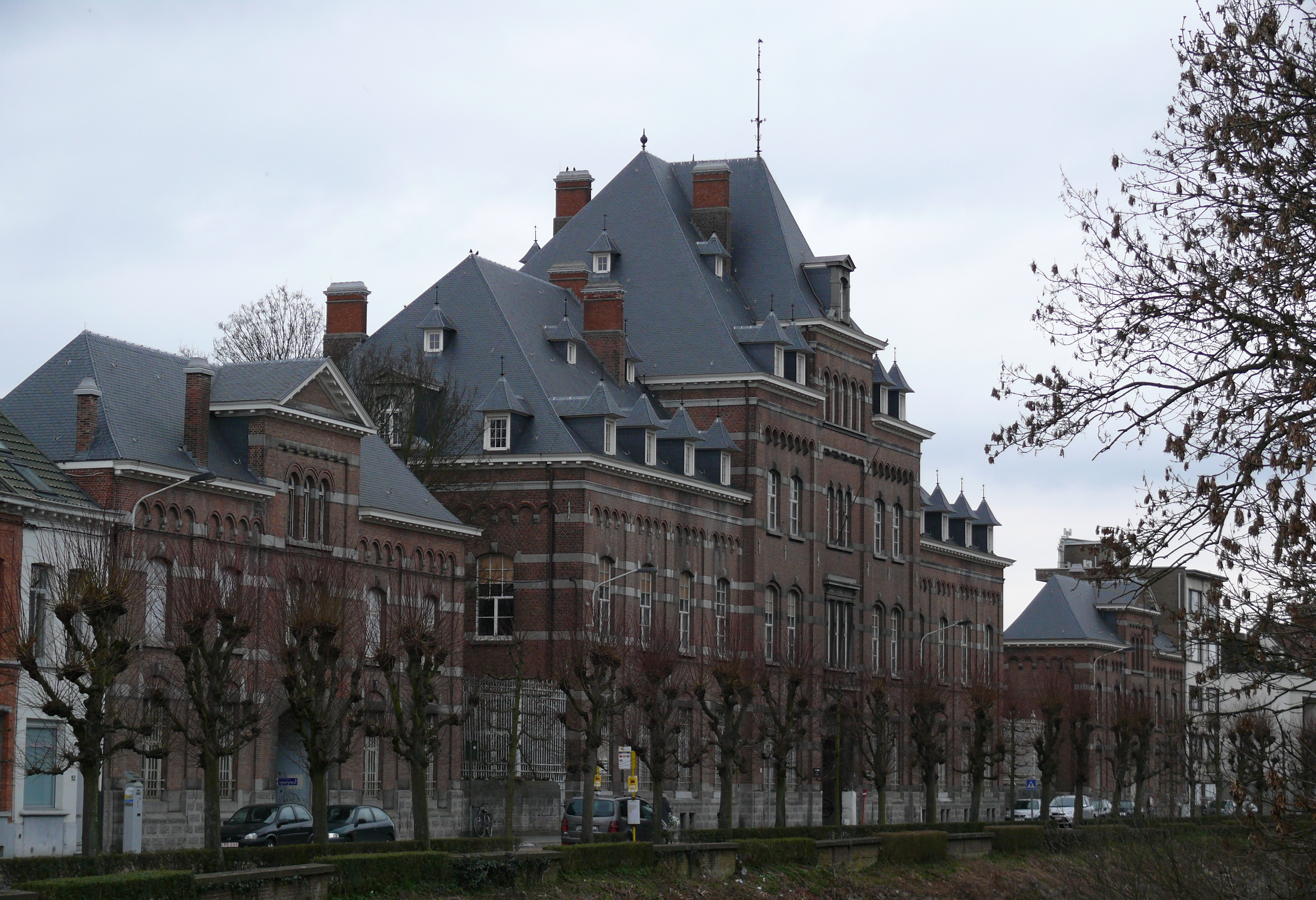
De Dungelhoeffkazerne in Lier

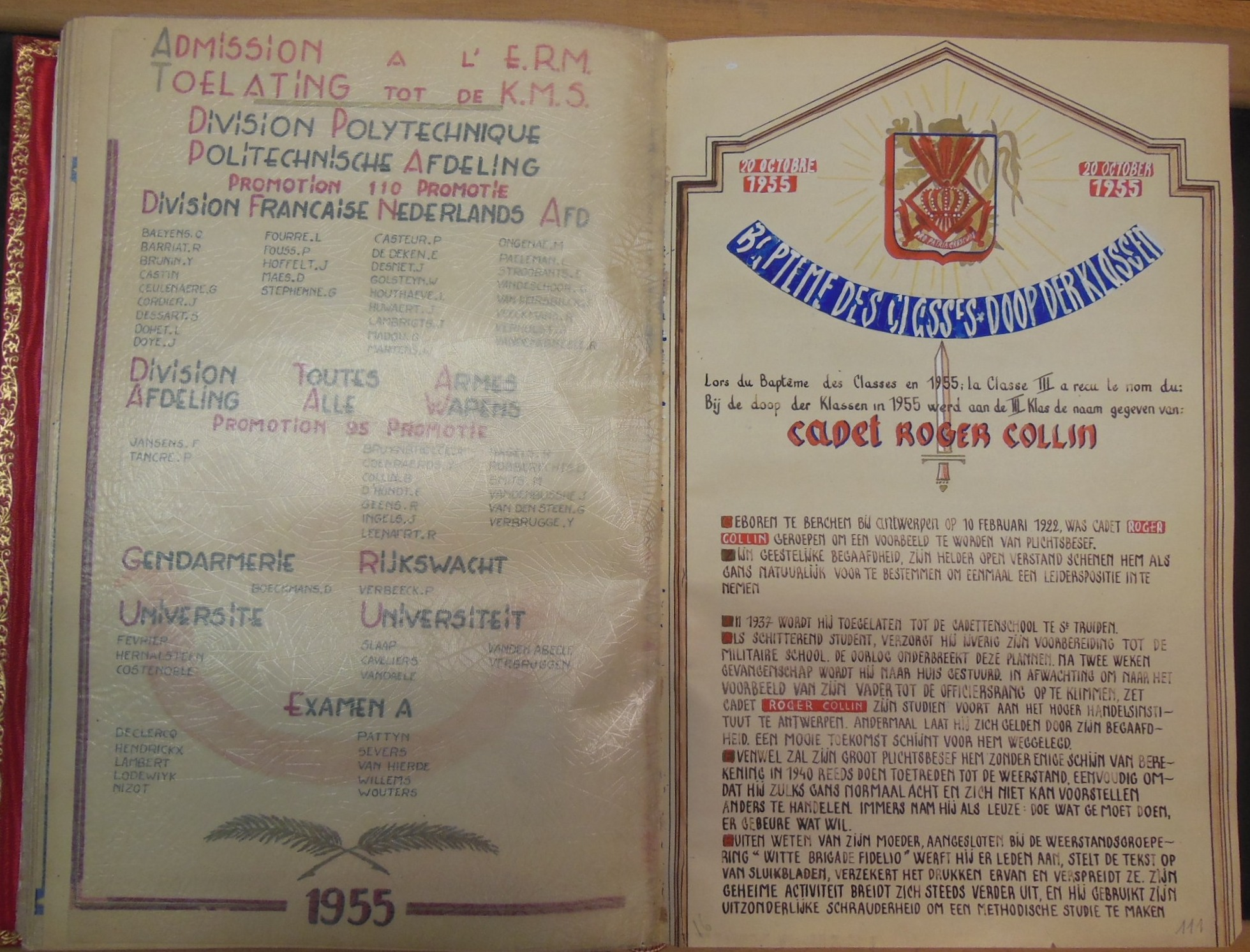
Gulden Boek van de Cadettenschool

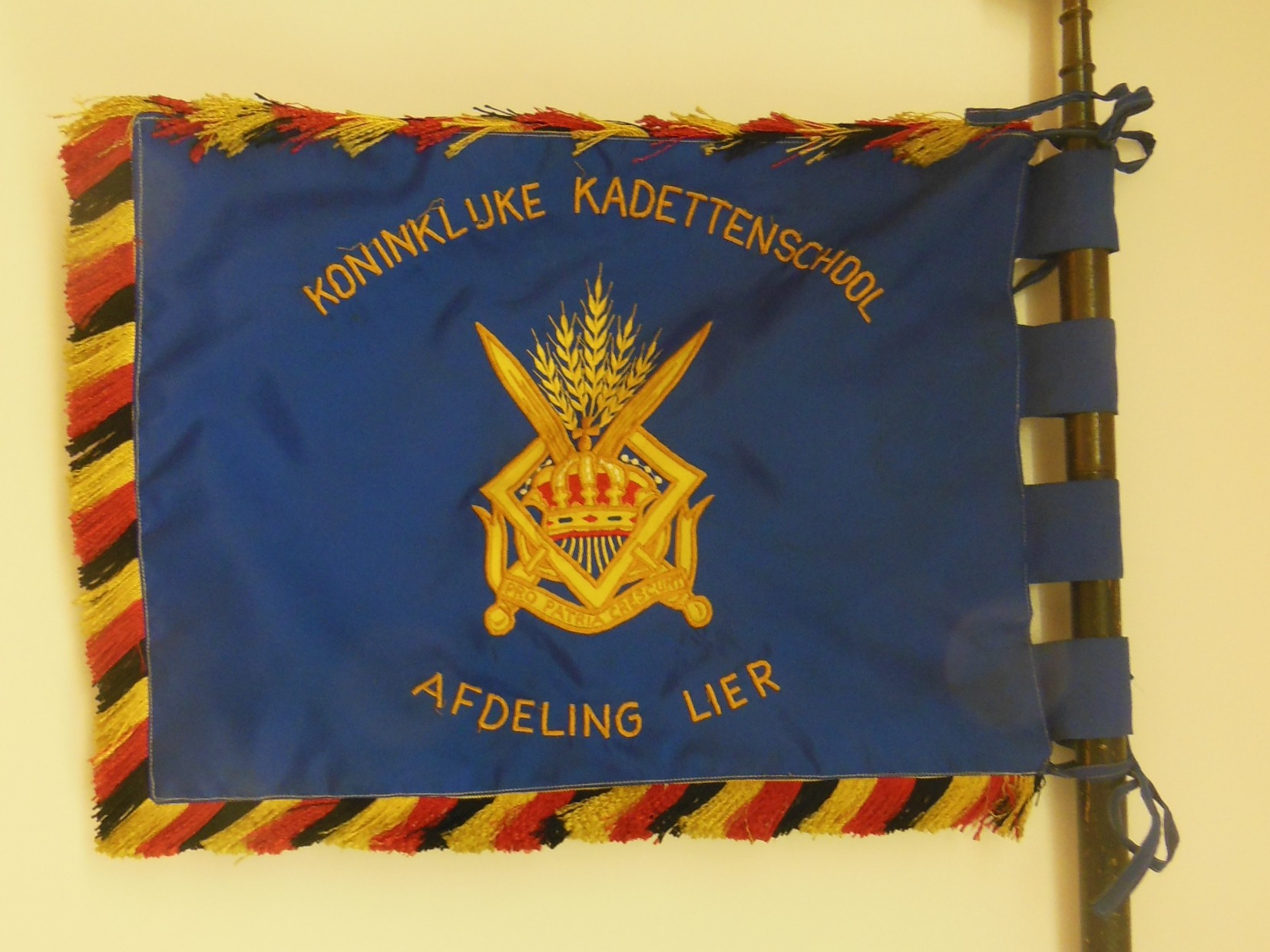
Wimpel van de afdeling Lier van de Cadettenschool

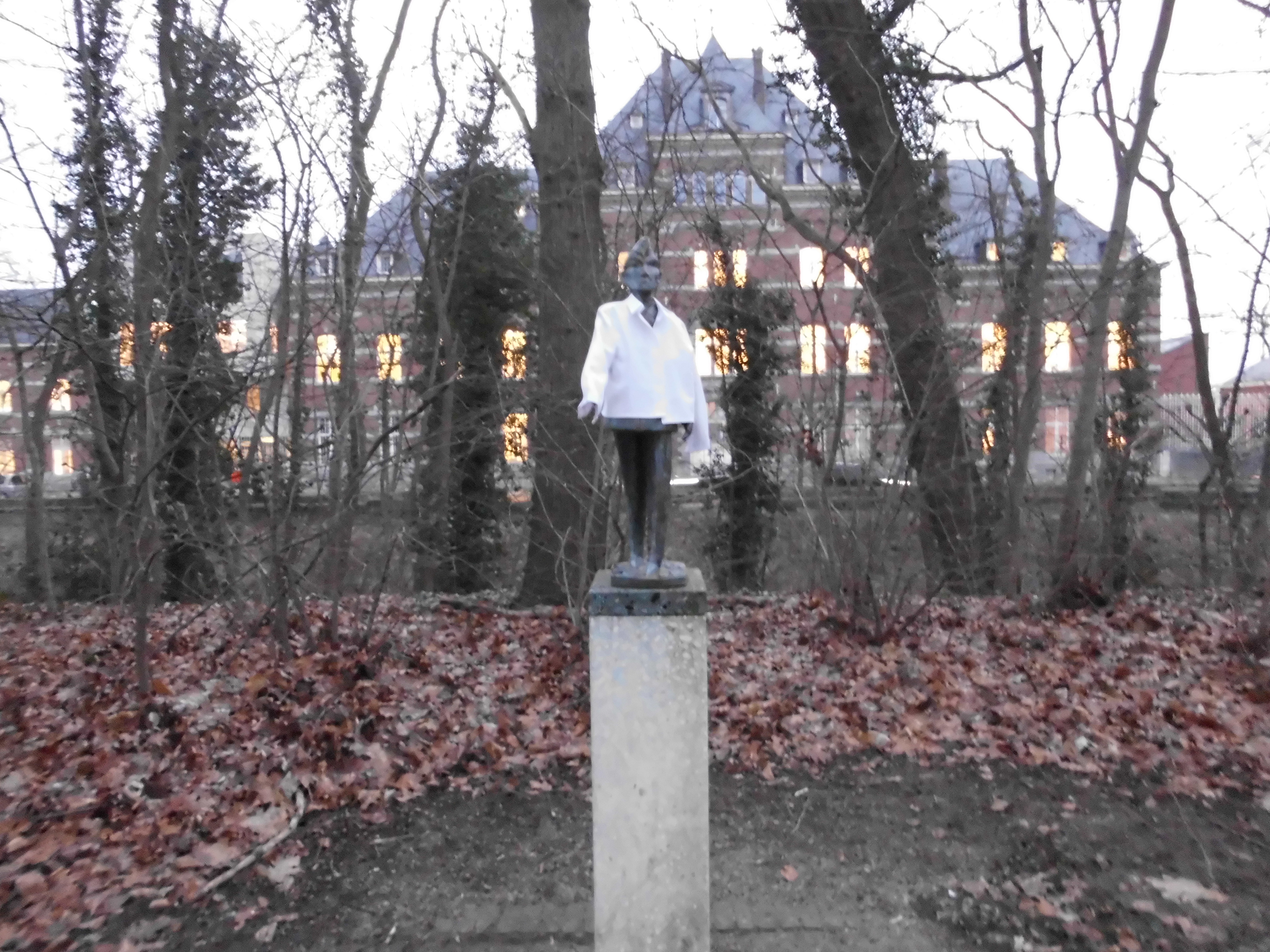
Beeld van een cadet; op de achtergrond de voormalige Cadettenschool te Lier

## Middelbaar en secundair onderwijs

### Jaar- week- en dagprogramma
Het schooljaar van de Cadettenschool verliep vanaf het begin zoals dat van het secundair onderwijs met een lange zomervakantie en korte vakanties rond de feestdagen. De schoolweek duurde van maandag tot zaterdagmiddag tot in 1973 de vijfdagenweek ingevoerd werd.
De dagindeling van de Cadettenschool veranderde weinig in de loop van de jaren: wekken op een vroeg uur,: vijf uur tot zes uur dertig, een eerste ontbijt, studie, aantreden voor inspectie en vlaggengroet, een volledig ontbijt. Dan volgden les- en sporturen, met onderbrekingen voor het middagmaal, avondeten en verplichte avondstudie. Om halftien was het tijd om de gemeenschappelijke slaapkamers op te zoeken. De eerste jaren om negen, later om tien uur, lagen de cadetten in bed en werden de lichten gedoofd.

### Academische opleiding[22]
In de Cadettenschool van 1897 werden vakken van de Grieks-Latijnse humaniora, de Latijnse humaniora en, in een overgangsfase de moderne humaniora onderwezen. De volledige cyclus duurde zeven schooljaren. Het Ministerie van Oorlog regelde in detail de inhoud en het verloop van het onderwijs.
Vanaf 1919 gaf de school drie jaar hoger middelbaar onderwijs in de richtingen “Grieks-Latijn”, “Latijn – Wiskunde” van de klassieke humaniora en de richting "Wetenschappen" van de moderne humaniora. Het lesprogramma bevatte extra uren wiskunde, sport en lichamelijk opvoeding en tweede landstaal. De leerkrachten waren burgers en, voor exacte wetenschappen, enkele officieren, gediplomeerden van de KMS, met dezelfde kwalificaties als die in het gesubsidieerd onderwijs. 
Na 1945 was het academisch onderwijs in de Cadettenschool afgestemd op dat van de Koninklijke athenea. Onder de benaming "klassieke humaniora" ressorteerden twee secties: de Grieks-Latijnse en Latijn-Wiskundige. De "moderne humaniora’" bevatte de wetenschappelijke sectie en ze werd nu onderverdeeld in een Wetenschappelijke A (meer wiskunde) en een Wetenschappelijke B (meer wetenschappen).
Na de vernieuwing van het secundair onderwijs in de jaren zeventig gaf de school onderwijs in zes studierichtingen: wiskunde A en wiskunde B, elk gecombineerd met latijn of wetenschappen of moderne talen. Het lessenrooster voorzag zevenentwintig  gemeenschappelijke lesuren, tien lesuren wiskunde en vier lesuren latijn of wetenschappen of moderne talen, in totaal eenenveertig lesuren.
De school eerbiedigde nauwgezet de toepasselijke wetgeving zodat de cadetten na het afsluiten van de studies van de toezichthoudende hogere instanties het wettelijk vereist getuigschrift kregen voor toegang tot bepaalde functies en hogere studies.

### Lichamelijke opvoeding en sport[26][27]
De Cadettenschool van 1897 had een uitgesproken militair programma van lichamelijke opvoeding en sport : gymnastiek, paardrijden, schermen, zwemmen. De lessen werden in daarvoor bestemde gebouwen en installaties gegeven door gediplomeerde onderofficieren. Na de eeuwwisseling stonden lichamelijke opvoeding en sport in het teken van de fysieke tests van de toelatingsproeven van de Militaire School. De cadettenscholen namen ook deel aan wedstrijden en competities binnen en buiten het leger. Vanaf 1965 konden cadetten tijdens een schoolvakantie, deelnemen aan jeugdstages georganiseerd door het leger.

### Culturele en sociale vorming[27][28]
Voor 1914 mochten de cadetten op het einde van het schooljaar op uitstap naar de grotten van Han, de abdij van Aulne, Spa of de vallei van de Ninglinspo en, in 1910,  naar de wereldtentoonstelling in Brussel. Later gingen de cadetten naar muziekconcerten, conferenties, theaters zoals de KVS in Brussel en de Koninklijk Jeugdtheater (KJT) in Antwerpen, naar tentoonstellingen zoals die over “Moderne Kunst” tijdens de Wereldtentoonstelling van 1958, werden bijzondere filmvertoningen georganiseerd en bezoeken aan Belgische steden en de landingsstranden van Normandië.
Wanneer voldoende talent aanwezig was vormden leraars, kaderpersoneel en cadetten een klein kamerorkest en werden muzikale avonden georganiseerd in de school en soms optredens buiten de school. Wanneer de gelegenheid zich voordeed werden uitwisselingen met en bezoeken aan vergelijkbare scholen in het buitenland georganiseerd.
De cadetten namen deel aan sociale acties in samenwerking met de stad Brussel, organiseerden tentoonstellingen, een boekenbeurs, en een welsprekendheidstornooi met scholen van de omgeving, concerten en in 1981 een patriottische mars van honderd vijfendertig kilometer ter gelegenheid van de honderd vijftigste verjaardag van de eedaflegging van Koning Leopold I. Tegen het einde van de jaren zestig konden ze ook een opleiding tot jeugdmonitor volgen en in praktijk te brengen.

## Militaire vorming
De eerste jaren was de Cadettenschool helemaal georganiseerd zoals een militaire eenheid. De cadetten waren volgens hun leeftijd ingedeeld in pelotons, de jongere in burgerpelotons en zij die een dienstverbintenis hadden getekend in militaire pelotons, bevolen door een luitenant. Negen van de vijftien leraars waren militairen. Vijf officieren en tien onderofficieren stonden in voor de militaire opleiding. De militaire cadetten, deze ouder dan zestien jaar, kregen een theoretische opleiding tot onderofficier.
In 1919 werd gesteld dat de militaire opleiding het normale studieverloop niet in de weg mocht staan. De formele militaire vorming werd beperkt tot de militaire sociale omgangsvormen en exerceren, zonder wapen, in pelotonsformatie.
De brede militaire vorming, het verwerven van de militaire waarden en normen, in de eerste plaats discipline, moest het indirect resultaat zijn van het dagelijkse cadettenleven.

### Statuut van de cadet
Bij de oprichting in 1897 nam de Cadettenschool leerlingen aan vanaf elf jaar. Op hun zestiende verjaardag moesten deze die geschikt waren voor de militaire dienst een vrijwilligerscontract aangaan. Ze werden militairen in de wettelijke betekenis van het woord. Ook de jaren nadien zouden er altijd cadetten zijn, jonger dan zestien jaar. De dienstverbintenis op de zestiende verjaardag bleef in voege tot de sluiting van de school. De cadetten kregen zoals voorheen een soldij, ook de jongeren onder de zestien jaar.

### Onderkomen, uniform, uitzet en uitrusting[33][34]
Tot de Eerste Wereldoorlog moesten de ouders van de cadetten jonger dan zestien jaar, jaarlijks driehonderd frank betalen voor hun verblijf. De kledij, uniform en uitzet, van alle cadetten, hun leerboeken en bureelbenodigdheden moesten ook door de ouders betaald worden. De ouders konden zo nodig beroep doen op een studiebeurs.
Bij de dagelijkse kledij van de eerste cadetten hoorden bottines en een kepie. Bij de uitgangstenue laarsjes en een mantel. De vergulde knopen, waren gemerkt met "École des Cadets". Op de kraagspiegels stonden palmen in rode kleur zoals de broekbies en de bies van de schouderpatten of, voor de uitblinkers, zilveren palmen. Het onderscheid tussen militaire cadetten en burgercadetten was herkenbaar aan het boordsel op de kepie en de rijsporen op de laarsjes.
Bij de heropstart van de Cadettenschool in 1919 zorgde de krijgsmacht voor alle cadetten voor onderkomen, dagelijkse kost, kledij en medische verzorging.  Het cadettenuniform was kaki zoals dat van alle wapens en diensten van het leger. De versiersels en distinctieven waren dezelfde als voor de oorlog. De kepie was vervangen door een vouwbare politiemuts, afgeboord met rode bies en met koningsblauwe kwast.
Bij de heropening van de Cadettenschool in 1947 droegen de cadetten het Britse kaki battle-dress uniform met bottines en beenstukken. Hetzelfde jaar nog werd het vervangen door een luchtmachtblauw uniform. Op de kraagspiegel stonden zoals voor de oorlog rode palmen. De politiemuts werd in 1949 vervangen door een baret en kreeg later het nieuwe schoolkenteken opgespeld. De onderscheidingstekens op de uniformen van de onderafdeling Lier waren van 1955 tot 1958 geel in plaats van rood.

### Straffen en beloningen[37][38]
Om de cadetten te motiveren voor de studie voorzag het schoolreglement studieconsignes. Ze kwamen neer op verplichte studie tijdens de al beperkte vrije uren. Om vergrijpen tegen de orde te beteugelen waren tuchtsancties voorzien, strafconsignes die uitzonderlijk konden leiden tot verlies van een vrij weekend of zelfs een verlofdag. De strafbedeling verliep strikt volgens formele voorschriften. Intimidatie, plagerijen, machtsmisbruik door leerkrachten of onderofficieren en officieren waren niet gebruikelijk.
Gemiddelde hoge studieresultaten gaven recht op dubbele rode en zelfs zilveren palmen op de kraagspiegel. Cadetten ouder dan zestien jaar konden bevorderd worden tot cadet-korporaal en cadet-sergeant. De bevorderde cadetten kregen een iets hogere soldij.

### Leuze en wapenschild[39]

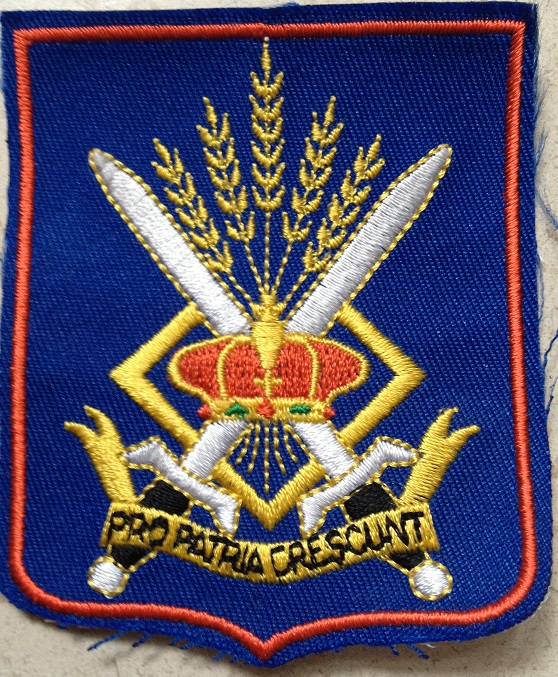
Wapenschild van de Koninklijke Cadettenschool

In 1949 nam de Cadettenschool een wapenschild aan met een devies. De leuze "Pro patria crescunt" betekent "Zij groeien voor het vaderland". Op het wapenschild zijn twee gekruiste zwaarden afgebeeld, vijf korenaren en een koninklijke kroon met op de achtergrond een ruit. De twee gekruiste zwaarden verwijzen naar de krijgsmacht. De korenaren symboliseren het opgroeien van de cadetten. De ruit, het monogram van Koning Leopold, en de koningskroon verwijzen naar het adjectief "Koninklijk” in de naam van de school. De cadetten dragen sedertdien als mutskenteken het wapenschild, uitgevoerd in koper, in plaats van de Belgische leeuw.

### De vlag[41][42][43]
In 1926 ontvingen de pupillen- en cadettenscholen een vlag, het “symbool van het vaderland en de militaire deugd”. De vlag van de Cadettenschool nam met escorte en omgeven door het voorgeschreven ceremonieel, deel aan parades en plechtigheden. Na de sluiting van de Cadettenschool werd de vlag toevertrouwd aan het Koninklijk Legermuseum.

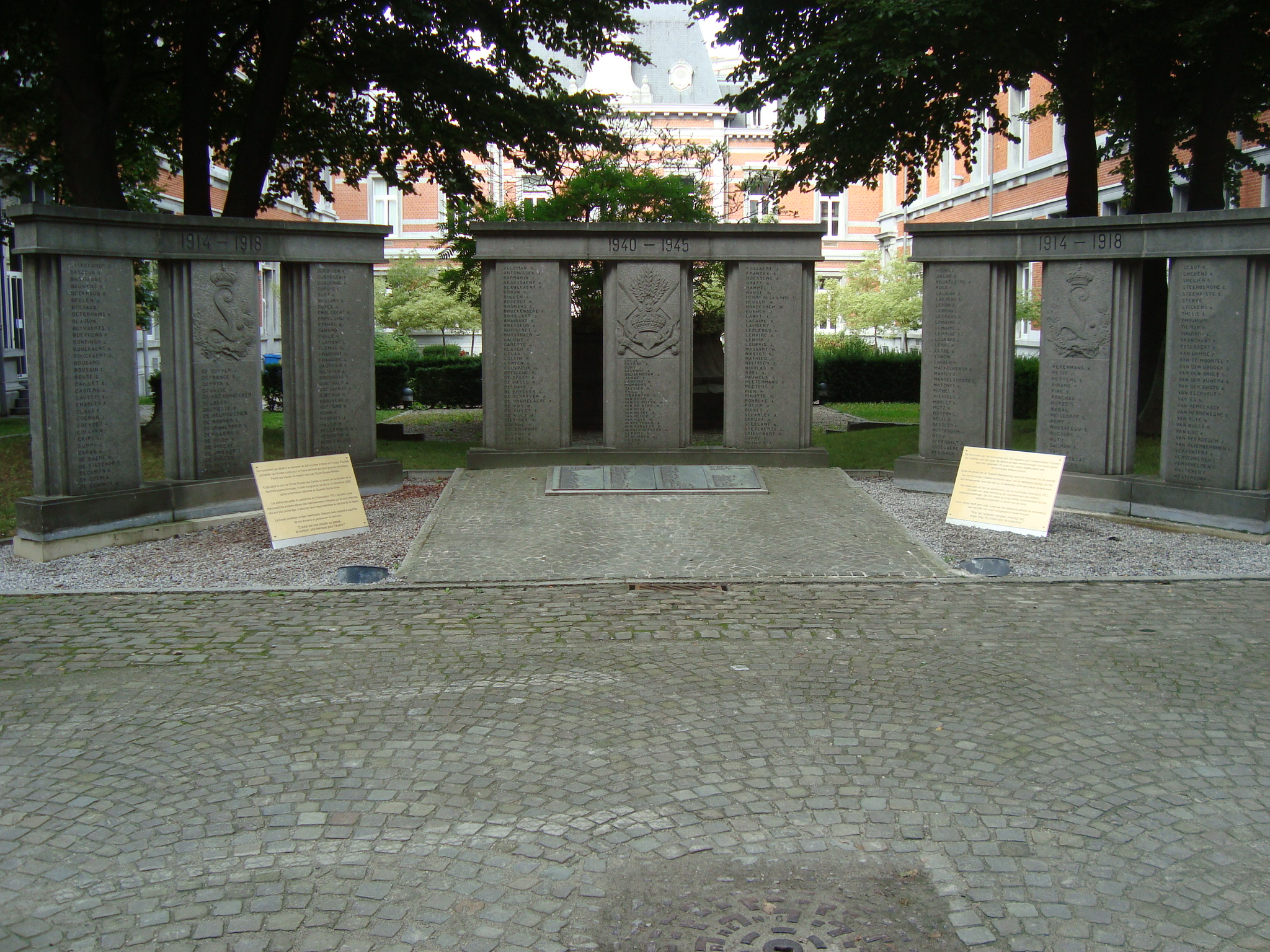
Het oorlogsmonument voor de gesneuvelde oud-cadetten, pupillen en troepskinderen van beide wereldoorlogen op de Campus Renaissance

### Gesneuvelden[39][45]
Na de Eerste Wereldoorlog werden de gesneuvelden van de pupillen- en cadettenscholen geëerd met een allegorisch monument en gedenktafels in Aalst, en een gedenksteen in Namen. Na de verhuis naar het Sint-Annakwartier in Laken werd daar een nieuw monument opgericht voor alle gesneuvelde cadetten, pupillen en troepskinderen van beide wereldoorlogen. Op het monument staan de namen van tweehonderd dertig gesneuvelden in de Eerste Wereldoorlog en van honderd en tien gesneuvelden in de Tweede Wereldoorlog. Wanneer het leger het Sint-Annakwartier definitief verlaten had, werd in 2008 het oorlogsmonument verplaatst naar de Campus Renaissance.

## VZW TPCI[48]
In 1895 werd in Brussel de Vereniging van de Gewezen Troepskinderen van het Leger (VGTL) – Société des Anciens Enfants de Troupe de l'Armée (SAETA) opgericht. Ze evolueerde tot de VZW “TPCI”. De TPCI is een vereniging van troepskinderen, oud-leerlingen van Pupillen- en Cadettenscholen en andere instellingen die hun leerlingen voorbereiden op de toelatingswedstrijden tot de officierenscholen. Ze heeft tot doel bij te dragen aan het welzijn van de hedendaagse leerlingen van die instellingen. De TPCI heeft een traditiezaal ingericht en publiceert een trimestrieel tijdschrift.
De sociale zetel bevindt zich in Brussel, Renaissancelaan 30,

## Bekende leerlingen
- Emiel Janssens, cadet 1913-1914, Namen
- Francis Waldburger, cadet 1922-1925, Namen
- August Van Daele, cadet 1959-1962, Lier
- Johnny Thijs, cadet 1967-1970, Lier
- Frank De Winne, cadet 1976-1979, Lier
- André Cottenie
- Jurgen Vanlerberghe
- Benoît Janssens de Bisthoven

## Bekende leraars
- Maurice Grévisse, Laken
- Bernard-Frans van Vlierden, (Bernard Kemp), Laken
- Marc Galle, Laken

## Triviaal

### La fille du régiment
Een opera over een troepskind, in 1840 gecreëerd door Gaetano Donizetti

### VTM-programma
In 2009 zond de tv-zender VT4 een programma uit over de Cadettenschool om de jeugd van nu te confronteren met scholen en situaties van de “tijd van toen”. De uitzending gaf een (verkeerd) beeld van de school als zouden kadaverdiscipline, pesterijen, machtsmisbruik regel geweest zijn.

### Website
- Koninklijk Gesticht van Mesen
- Voorbereidende Divisie op de Koninklijke Militaire School
- VZW TPCI

### Boeken
- Yvan Van Renterghem, Generaal-Majoor IMM b.d., Troepskinderen, Pupillen en Cadetten van het Leger van 1838 tot 1945, uitgegeven door Centrum voor Militaire Geschiedenis van het Koninklijk Legermuseum, 2014, (267p.); IBAN: BE66 2100 9441 8943; beschikbaar op website https://web.archive.org/web/20210918102100/http://www.rikcuypers.be/Pupillen%20en%20cadetten%201838-1945.pdf, en als hard copy bij TPCI; oorspronkelijke editie: Generaal-Majoor IMM b.d. Yvan Van Renterghem, Enfants de Troupe, Pupilles et Cadets de l’Armée, de 1845 à 1945, uitgegeven door Centrum voor Militaire Geschiedenis van het Koninklijk Legermuseum in de reeks 1: Brussel 2000; ISBN 978-9-07193-630-2; D/2014/0935/1. Een 5de heruitgave van het boek in 2014 vermeldt ISBN 2-87051-021-7
- Guy Stevins, De Koninklijke Cadettenschool, (63 p.); vertaling van originele Franse versie: L’ École Royale des Cadets, beschikbaar op website https://web.archive.org/web/20150222090322/http://rikcuypers.be/KCS%20Geschiedenis%202.pdf